# Tapiwa Gadibolae
Tapiwa Gadibolae (ur. 26 lutego 1993 w Nata) – botswański piłkarz grający na pozycji napastnika w klubie Botswana Police XI SC.

## Kariera klubowa

### Happy Hearts Gaborone
Gadibolae grał dla Happy Hearts Gaborone w sezonie 2011/2012.

### Gaborone United
Gadibole przeszedł do Gaborone United 1 lipca 2012. Występował dla nich przez jeden sezon.

### Township Rollers
Gadibole trafił do Township Rollers 1 lipca 2013. Zdobył z nimi mistrzostwo w sezonie 2013/2014.

### Botswana Police XI SC
Gadibole przeniósł się do Botswana Police XI SC.

## Kariera reprezentacyjna
| Mecze i gole w reprezentacji | Mecze i gole w reprezentacji | Mecze i gole w reprezentacji | Mecze i gole w reprezentacji | Mecze i gole w reprezentacji  | Mecze i gole w reprezentacji | Mecze i gole w reprezentacji | Mecze i gole w reprezentacji              |
| Botswana                     | Botswana                     | Botswana                     | Botswana                     | Botswana                      | Botswana                     | Botswana                     | Botswana                                  |
| Lp.                          | Data                         | Miejsce                      | Gospodarz                    | Gość                          | Wynik                        | Gol                          | Rozgrywki                                 |
| ---------------------------- | ---------------------------- | ---------------------------- | ---------------------------- | ----------------------------- | ---------------------------- | ---------------------------- | ----------------------------------------- |
| 1.                           | 13.01.2015                   | Mbombela                     | Burkina Faso                 | Botswana                      | 2:0                          |                              | Mecz towarzyski                           |
| 2.                           | 25.03.2015                   | Gaborone                     | Botswana                     | Lesotho                       | 2:0                          |                              | Mecz towarzyski                           |
| 3.                           | 29.03.2015                   | Lobatse                      | Botswana                     | Mozambik                      | 1:2                          |                              | Mecz towarzyski                           |
| 4.                           | 24.05.2015                   | Saulspoort                   | Południowa Afryka            | Botswana                      | 0:0 k. 6:7                   |                              | Puchar COSAFA 2015                        |
| 5.                           | 28.05.2015                   | Saulspoort                   | Botswana                     | Mozambik                      | 1:2                          |                              | Puchar COSAFA 2015                        |
| 6.                           | 30.09.2015                   | Gaborone                     | Botswana                     | Etiopia                       | 2:3                          |                              | Mecz towarzyski                           |
| 7.                           | 14.11.2015                   | Francistown                  | Botswana                     | Mali                          | 2:1                          | Gol                          | Mistrzostwa Świata 2018 – eliminacje      |
| 8.                           | 17.11.2015                   | Bamako                       | Mali                         | Botswana                      | 2:0                          |                              | Mistrzostwa Świata 2018 – eliminacje      |
| 9.                           | 04.06.2016                   | Francistown                  | Botswana                     | Uganda                        | 1:2                          |                              | Puchar Narodów Afryki 2017 – kwalifikacje |
| 10.                          | 18.06.2016                   | Windhuk                      | Namibia                      | Botswana                      | 0:0 k. 4:5                   |                              | Puchar COSAFA 2016                        |
| 11.                          | 22.06.2016                   | Windhuk                      | Botswana                     | Demokratyczna Republika Konga | 0:0 k. 5:4                   |                              | Puchar COSAFA 2016                        |
| 12.                          | 25.06.2016                   | Windhuk                      | Południowa Afryka            | Botswana                      | 3:2                          |                              | Puchar COSAFA 2016                        |
| 13.                          | 04.09.2016                   | Wagadugu                     | Burkina Faso                 | Botswana                      | 2:1                          |                              | Puchar Narodów Afryki 2017 – kwalifikacje |
| 14.                          | 30.09.2016                   | Gaborone                     | Botswana                     | Angola                        | 1:1                          |                              | Mecz towarzyski                           |
| 15.                          | 25.03.2017                   | Dar es Salaam                | Tanzania                     | Botswana                      | 2:1                          |                              | Mecz towarzyski                           |
| 16.                          | 10.06.2017                   | Francistown                  | Botswana                     | Mauretania                    | 0:1                          |                              | Puchar Narodów Afryki 2019 – kwalifikacje |
| 17.                          | 01.07.2017                   | Rustenburg                   | Botswana                     | Zambia                        | 1:2                          |                              | Puchar COSAFA 2017                        |
| 18.                          | 04.07.2017                   | Saulspoort                   | Południowa Afryka            | Botswana                      | 2:0                          |                              | Puchar COSAFA 2017                        |
| 19.                          | 15.07.2017                   | Francistown                  | Botswana                     | Południowa Afryka             | 0:2                          |                              | Mistrzostwa Narodów Afryki 2018           |
| 20.                          | 22.07.2017                   | Saulspoort                   | Południowa Afryka            | Botswana                      | 1:0                          |                              | Mistrzostwa Narodów Afryki 2018           |
| 21.                          | 18.04.2018                   | Harare                       | Zimbabwe                     | Botswana                      | 0:1                          |                              | Mecz towarzyski                           |
| 22.                          | 25.03.2021                   | Francistown                  | Botswana                     | Zimbabwe                      | 0:1                          |                              | Puchar Narodów Afryki 2021 – kwalifikacje |